# Музей профессионального миниатюрного искусства Генрик Ян Доминяк в Тыхах

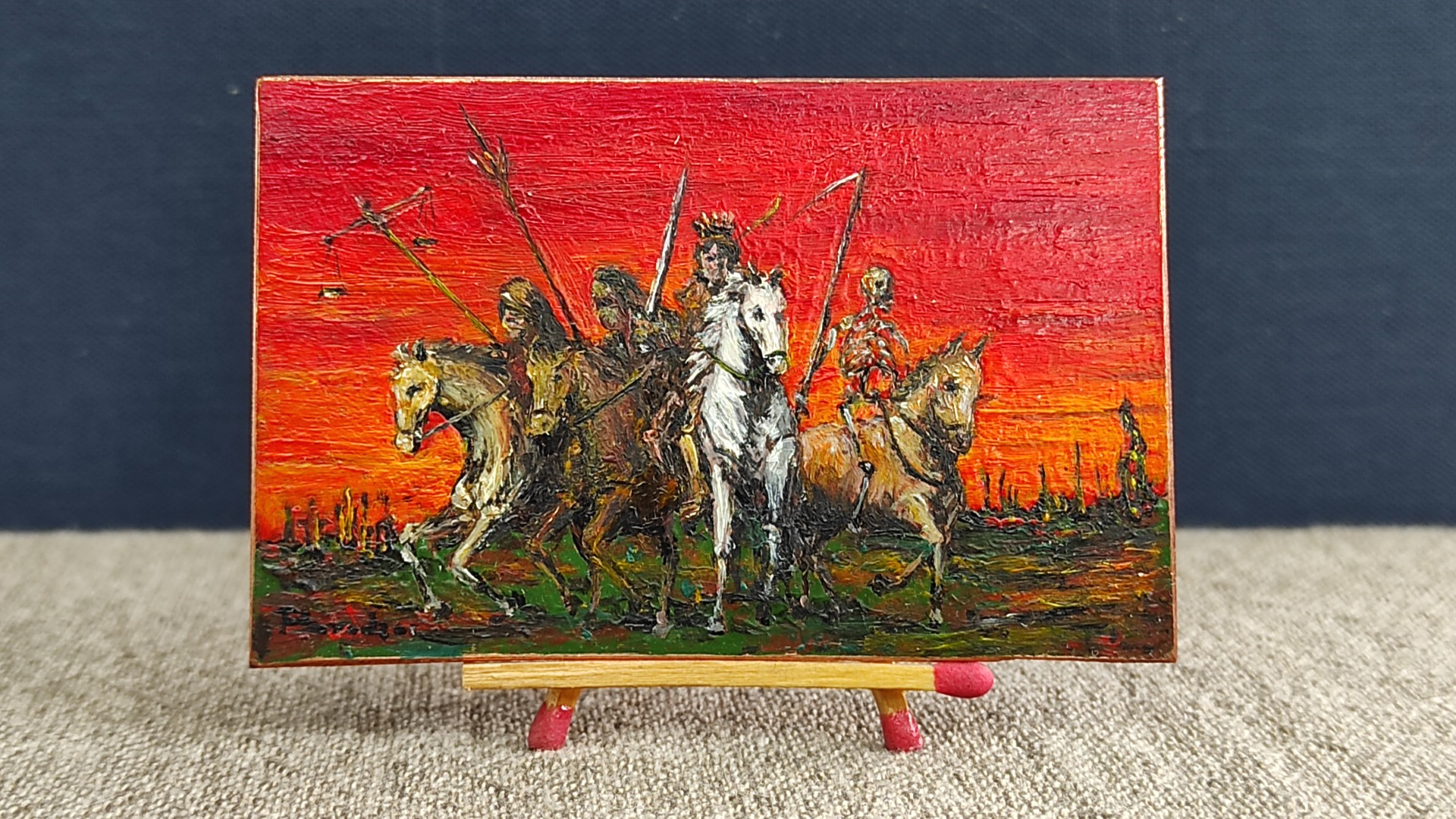
Павел Бродзиш
«Четыре всадника Апокалипсиса» (2025).
Медь, масло и алкидная смола. 5,0 × 7,7 см
Всадники появляются строго друг за другом слева направо и именуют: Голод, Война, Чума (едет на белом коне) и Смерть.

Памятная медаль
«Музей Моря, Воздуха и Космоса Интрепид» (Intrepid Sea, Air & Space Museum) (2023).
4,1 × 4,1 см
Лицевая сторона.
Это экспонат в коллекции музея.

Памятная медаль
«Музей Моря, Воздуха и Космоса Интрепид» (Intrepid Sea, Air & Space Museum) (2023).
4,1 × 4,1 см
Оборотная сторона.

Музей профессионального миниатюрного искусства Генрик Ян Доминяк (пол. Muzeum Miniaturowej Sztuki Profesjonalnej Henryk Jan Dominiak w Tychach) — музей в городе Ты́хы, целью  которого является собрание и экспонирование работ польских и зарубежных профессиональных художников. Основная тематика: искусство, этнография, фалеристика, вексиллология, геральдика, символика, эмблематика, мундиры и холодное оружие, в том числе памятники старины.

## История и описание
Музей расположен в центре Тыхы в округе Средместье на первом этаже современного небоскреба на улице Жваковской 8/66, 150 м от Прихода Святого Иоанна Крестителя в Тыхах.
Объект принадлежит к наиболее молодым (основан в 2013 году) и маленьким коллекций редметов искусства и артефактов на Земле, относящиеся к деятельности человека.
Постоянная экспозиционная занимает два помещения: Гранитовый и Стеклянный Зал общей площадью 22 м². Для современного и нетрадиционного вида, стены украшают зеркала без рам, благодаря чему маленькая комната приобретает легкость и простор.
Кроме того, по сей день в коллекции музея хранятся 973 экспонатов, в том числе 354 произведения современного искусства i 619 разных культурных артефактов, часть из которых экспонируются.

## Структура Музея
Структура музея включает:
- Коллекцию живописи, рисунка и графики.
- Коллекцию скульптуры и керамики.
- Коллекцию фалеристики, вексиллологии, геральдики, символики и эмблематики.
- Коллекцию холодного оружия.

## Награды и звания
- Нагрудный знак «За заслуги перед польской культурой» (2021)[10].
- Золотой знак «За заслуги в строительстве» (2021)[10]
- Золотой Почётный знак «За заслуги перед Силезским воеводством»[пол.] (2020)[10]